# Sádaba
Sádaba è un comune spagnolo di 1 722 abitanti situato nella comunità autonoma dell'Aragona.
Centro di origine basca ma sviluppatasi in età romana, Sadaba passò dal dominio musulmano a quello aragonese nel 1091. Agli inizi del XII secolo fu annessa al Regno di Navarra per tornare all'Aragona un secolo e mezzo più tardi. Durante il dominio navarro fu edificato l'imponente castello (prima metà del XIII secolo) che domina la cittadina.